# Спорт в Нидерландах
Спорт в Нидерландах — один из наиболее востребованных населением страны видов деятельности. Из 16 миллионов жителей страны 4,5 миллиона человек являются членами более 35 000 различных спортивных обществ (данные 2008 года). Наибольшей популярность пользуются игровые виды спорта, самые популярные футбол, хоккей на траве, волейбол. Из индивидуальных видов спорта можно выделить теннис, гонки, бейсбол, конькобежный спорт, плавание, гимнастику, велогонки. Довольно большой популярностью пользуются национальные виды спорта такие как, корфбол и каатсен, польсстокферспринхен и другие.

## Футбол

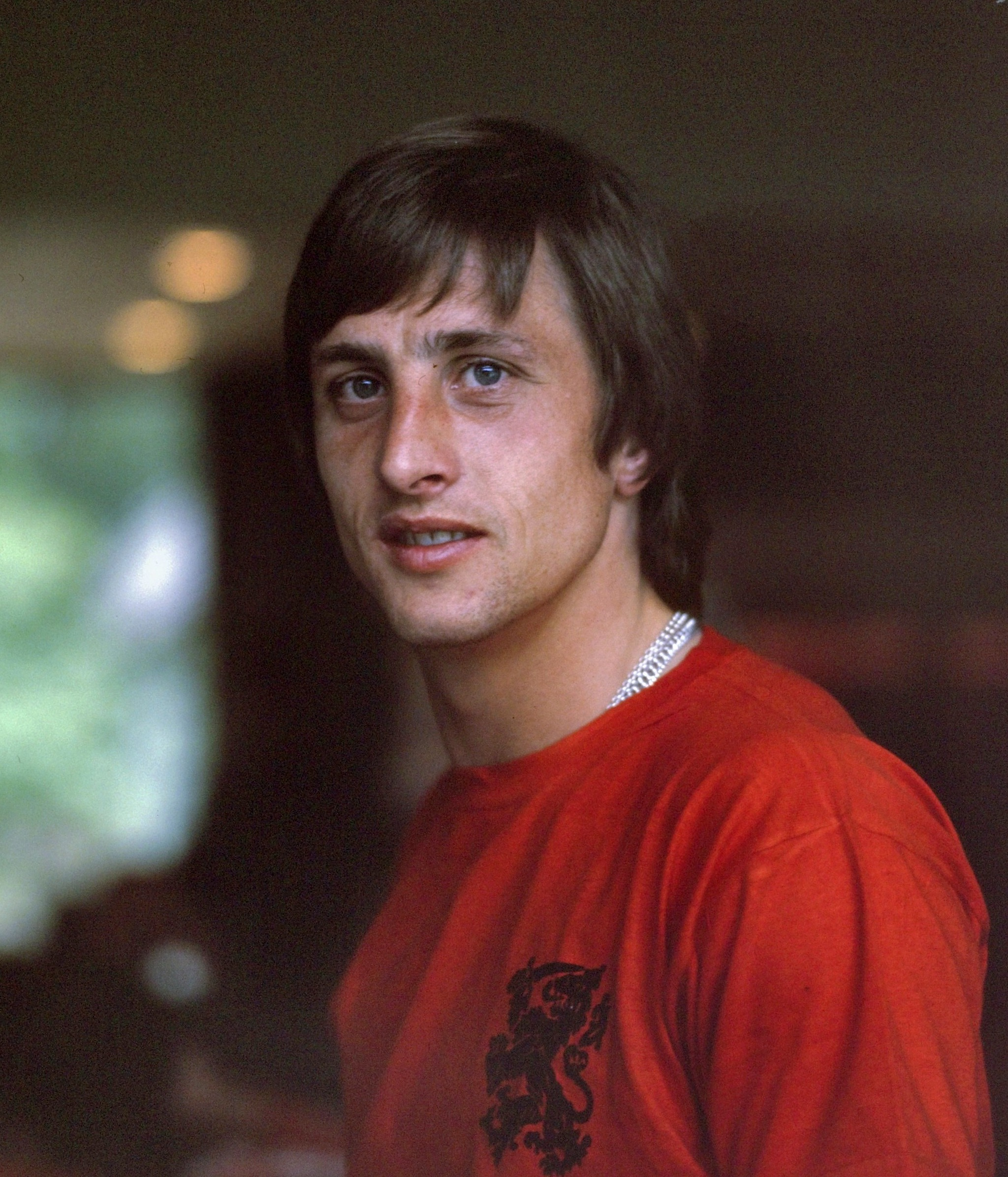
Йохан Кройф многими специалистами признаётся одним из лучших футболистов в истории

Королевский футбольный союз Нидерландов — крупнейшая спортивная федерация в стране, в неё входит более миллиона игроков. Союз был создан 8 декабря 1899 года и его члены принимали участие в организации международной футбольной ассоциации ФИФА в 1904 году. 
В 1974, 1978 и 2010 годах сборная Нидерландов играла в финалах чемпионатов мира по футболу, но все три раза потерпела поражение.
В 1988 году, выиграв в финале у сборной СССР, сборная Нидерландов по футболу единственный раз за свою историю стала чемпионом Европы. Футболисты Нидерландов завоевали три бронзовые медали на Олимпийских играх в 1908, 1912 и 1920 гг. 
Многие голландские футболисты и тренеры добились международного признания: Йохан Кройф, Йохан Нескенс, Роб Ренсенбринк, Марко ван Бастен, Рууд Гуллит, Деннис Бергкамп, Руд ван Нистелрой, Патрик Клюйверт, Франк де Бур, Кларенс Зеедорф, Эдвин ван дер Сар, Робин ван Перси, Арьен Роббен, Уэсли Снейдер, Ринус Михелс, Луи ван Гал, Гус Хиддинк, Франк Райкард. 
Клубный футбол в Нидерландах также находится на высоком уровне. Знаменитая «тройка» голландского футбола — «Аякс», ПСВ и «Фейеноорд» — являются неоднократными победителями крупных клубных европейских турниров.
Футбольные стадионы Амстердама «Йохан Кройф Арена» и «Фейеноорд» имеют максимальный рейтинг УЕФА, следовательно, там проводятся финалы чемпионатов Европы, Лиги чемпионов УЕФА и Лиги Европы УЕФА.

## Велоспорт
Велоспорт — один из самых развитых видов спорта в Нидерландах. Здесь проходили шесть чемпионатов мира по шоссейным велогонкам, по 7 раз голландцы становились чемпионами (в мужском и женском зачёте). Голландские велосипедисты дважды становились обладателями жёлтой майки на самой престижной гонке: Тур де Франс: в 1968 году победил Ян Янссен, в 1980 — Йоп Зутемелк. В Нидерландах, во вторую субботу мая, семейными вело-прогулками отмечается «День велосипедиста»..

## Плавание
Национальная федерация по водным видам спорта была основана 14 августа 1888 года, в настоящее время она входит в десятку крупнейших спортивных федераций страны. В этом виде спорта голландцы на Олимпийских играх завоевали в общей сложности 53 медали. В число наиболее именитых спортсменов входят Ри Мастенбрук, Инге де Брюин, Питер ван ден Хогенбанд, Раноми Кромовидьойо.

## Зимние виды спорта

### Конькобежный спорт

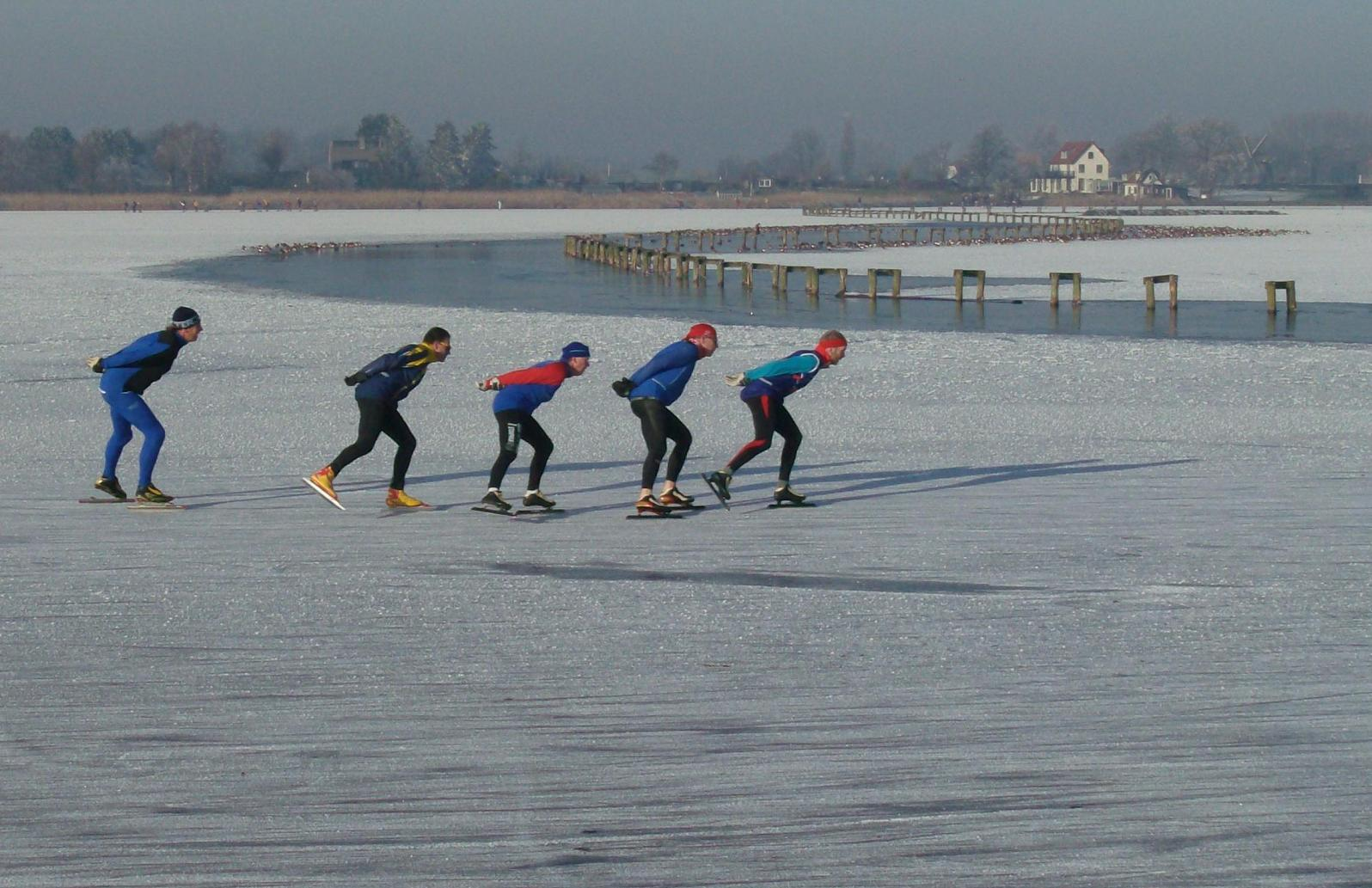
Катание на коньках в Нидерландах — один из самых популярных видов спорта.

Нидерланды традиционно сильны в конькобежном спорте. Из всех стран Европы этот вид спорта получил наибольшее развитие именно в Нидерландах и в скандинавских странах. Соревнованиях по катанию на железных коньках проводились здесь с середины XIII века. Выдающихся успехов на международных соревнованиях добились Ард Схенк, Кес Феркерк, Ринтье Ритсма, Ирен Вюст, Марианне Тиммер, Боб де Йонг, Свен Крамер и многие другие. Голландцы первыми стали строить искусственные конькобежные дорожки. Проводимый во Фрисландии конькобежный ультрамарафон Elfstedentocht, длина дистанции которого составляет около 200 километров, является самым длинным в мире.

### Фигурное катание
Несмотря на достижения голландских спортсменов в конькобежном спорте, в фигурном катании больших успехов эта страна добилась лишь в 1960—1970-х годах, когда Нидерланды прославились своими спортсменками в женском одиночном фигурном катании. Фигуристка Шаукье Дейкстра, дочь конькобежца Лау Дейкстры, три раза становилась чемпионкой мира, пять раз — чемпионкой Европы, на Зимних Олимпийских играх 1960 года завоевала серебряную медаль, а в 1964 году взяла «золото». Её медаль стала первым «золотом», выиграным голландскими спортсменами на зимних Олимпиадах. Больших успехов добилась также чемпионка Европы и мира Диана де Леу, ставшая второй на Олимпийских играх в Инсбруке. В настоящее время одиночницы из Нидерландов не столь сильны и либо не проходят отбор на крупные международные соревнования, либо занимают там низкие 20-е места.